# Denton (Texas)
Denton è una città del Texas (Stati Uniti), capoluogo della omonima contea.  Al censimento del 2010, la sua popolazione era di 113.383 abitanti, che la rendeva la 27ª città più popolosa dello stato, la 200ª città più popolosa degli Stati Uniti e la 12ª città più popolosa della metroplex di Dallas-Fort Worth.
Una concessione terriera del Texas portò alla formazione della contea di Denton nel 1846, e la città fu incorporata nel 1866. Entrambe furono intitolate al pioniere e capitano della milizia texana John B. Denton. L'arrivo di una linea ferroviaria nella città nel 1881 stimolò la popolazione, e la fondazione dell'University of North Texas nel 1890 e della Texas Woman's University nel 1901 distinguevano la città dalle regioni limitrofe. Dopo la costruzione dell'Aeroporto Internazionale di Dallas-Fort Worth terminato nel 1974, la città ebbe una crescita più rapida; a partire dal 2011, Denton era la settima città in più rapida crescita con una popolazione di oltre 100.000 abitanti nel paese.
Situato all'estremità nord della Dallas-Fort Worth Metroplex nel Texas settentrionale sulla Interstate 35, Denton è nota per la sua vita musicale attiva; il North Texas State Fair and Rodeo, il Denton Arts and Jazz Festival e il 35 Denton Music Festival attraggono ogni anno oltre 300.000 persone in città. La città vive estati calde e umide e relativamente pochi eventi meteorologici estremi. La sua variegata cittadinanza è rappresentata da un consiglio cittadino apartitico, e numerosi dipartimenti di contea e stato hanno uffici nella città. Con oltre 45.000 studenti iscritti alle due università situate entro i suoi confini urbani, Denton è spesso caratterizzata come città universitaria. Come risultato della crescita delle università, i servizi educativi svolgono un ruolo importante nell'economia della città. I residenti sono serviti dalla Denton County Transportation Authority, che fornisce servizi di trasporto ferroviario e di autobus per l'area.

## Geografia fisica
Secondo lo United States Census Bureau, ha un'area totale di 89,31 mi² (231,31 km²).

## Storia

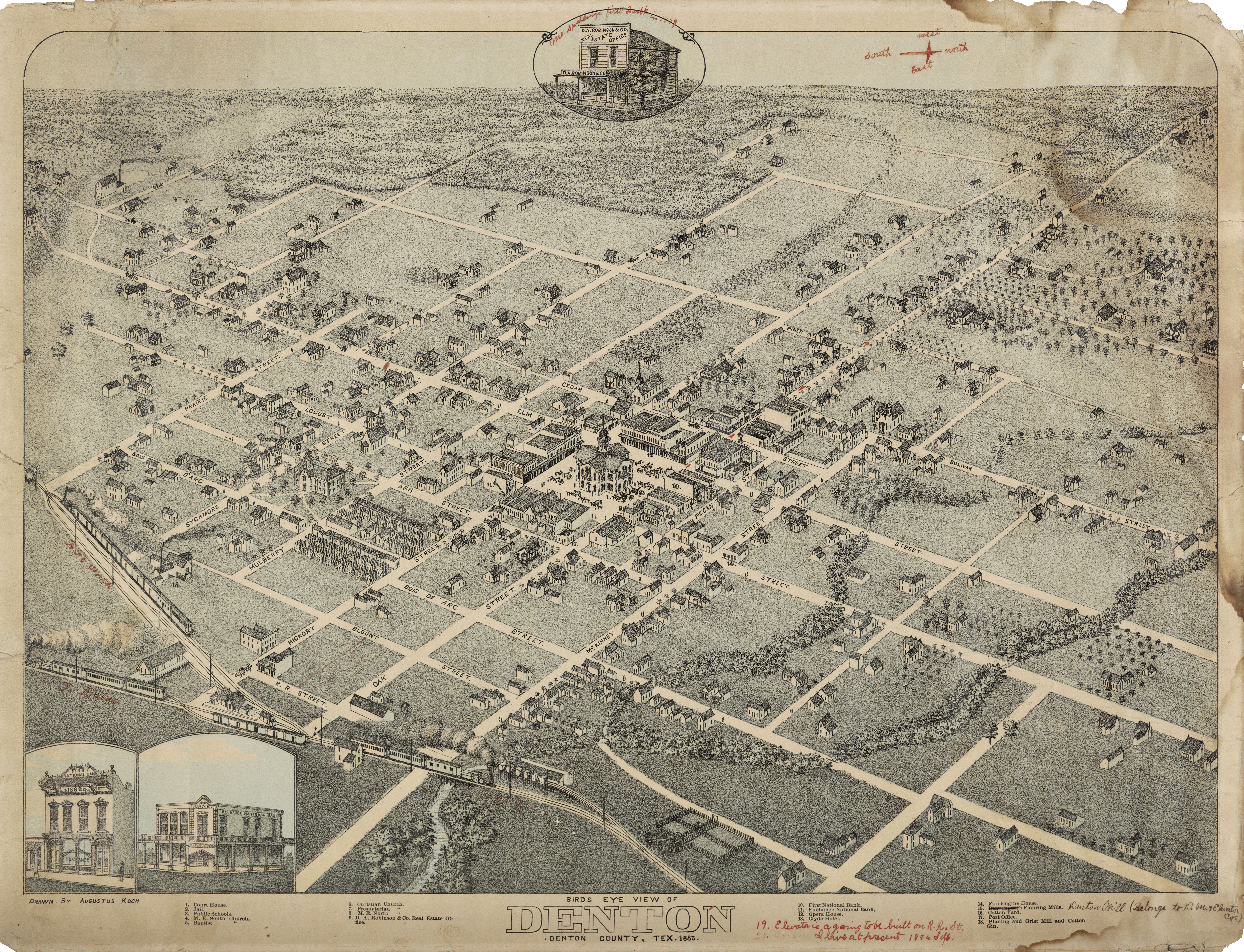
Mappa di Denton nel 1883

La formazione di Denton è strettamente legata a quella della contea di Denton. L'insediamento bianco dell'area iniziò a metà degli anni 1800 quando William S. Peters del Kentucky ottenne una concessione terriera dal Congresso del Texas e la chiamò Peters Colony. Dopo l'insediamento iniziale nella parte sud-est della contea nel 1843, la legislatura del Texas votò a formare la contea di Denton nel 1846. Sia la contea che la città sono intitolate a John B. Denton, un predicatore e avvocato che fu ucciso nel 1841 durante una schermaglia con il popolo Kichai in quella che ora è la contea di Tarrant. Pickneyville e Alton furono scelti come capoluogo della contea prima che Denton venisse nominata per quella posizione nel 1857. Nello stesso anno, una commissione progettò la città e diede il nome alle prime strade.
Denton fu incorporata nel 1866; il suo primo sindaco era J.B. Sawyer. Man mano che la città si espandeva oltre i suoi confini originari (che si estendevano per mezzo miglio in ogni direzione dal centro della piazza pubblica), divenne un centro di scambi agricoli per le industrie della macinatura e dei cottage. L'arrivo della Texas and Pacific Railway nel 1881 diede a Denton il suo primo collegamento ferroviario e portò un afflusso di persone nell'area. Il North Texas Normal College, ora University of North Texas, fu fondato nel 1890 e il Girls' Industrial College, ora Texas Woman's University, fu fondato nel 1903. Con l'aumento delle dimensioni delle università, il loro impatto sull'economia e sulla cultura di Denton aumentò.
Denton è cresciuta da una popolazione di 26.844 nel 1960 a 48.663 nel 1980. Il suo collegamento con la Dallas-Fort Worth Metroplex tramite la I-35E e la I-35W giocò un ruolo importante nella crescita e l'apertura dell'Aeroporto Internazionale di Dallas-Fort Worth nel 1974 portò ad un aumento della popolazione. Negli anni 1980, aziende manifatturiere pesanti come Victor Equipment Company e Peterbilt si unirono a vecchie aziende manifatturiere come Moore Business Forms e Morrison Milling Company a Denton. La popolazione è passata da 66.270 nel 1990 a 80.537 nel 2000. Nel maggio 2006, la società immobiliare United Equities di Houston acquistò i 100 blocchi di Fry Street e annunciò che diversi edifici storici sarebbero stati demoliti per ospitare un nuovo centro commerciale a uso misto. La proposta richiamò l'opposizione di alcuni residenti, che cercarono di preservare l'area come icona storica e culturale per la città. Il consiglio comunale di Denton ha approvato una nuova proposta per l'area da Dinerstein Cos nel 2010.

## Società

### Evoluzione demografica
Secondo il censimento del 2010, la popolazione era di 113.383 abitanti.

### Etnie e minoranze straniere
Secondo il censimento del 2010, la composizione etnica della città era formata dal 73,8% di bianchi, il 10,3% di afroamericani, lo 0,8% di nativi americani, il 4,1% di asiatici, lo 0,1% di oceaniani, il 7,6% di altre razze, e il 3,2% di due o più etnie. Ispanici o latinos di qualunque razza erano il 21,2% della popolazione.

## Infrastrutture e trasporti
La città è servita dal servizio ferroviario suburbano denominato A-train, che la collega con la città di Carrollton.

## Amministrazione

### Gemellaggi[9]
- Madaba;
- San Nicolás de los Garza